# Kleine Bareel
Kleine Bareel is de naam van een kruispunt in het noorden van Antwerpen, op het grenspunt van de Antwerpse districten Ekeren en Merksem en de gemeenten Brasschaat en Schoten. Op deze T-splitsing in de N1 (Bredabaan) begint de N11 (Kapelsesteenweg) en is er tevens een aansluiting met de A1/E19 (afrit 5).
De naam is afgeleid van de douanepost (met bareel) die hier in vroeger tijden stond langs de Bredabaan (N1) als invalsweg naar Antwerpen toe. Ook het toponiem Oude Bareel is hiervan afgeleid.